# Cine Aquitania
El Cine Aquitania, anteriorment anomenat Cine Infanta, estava ubicat a l'Avinguda de Sarrià, 31-33.

## Cine Infanta
El cinema Infanta, projecte dut a terme per Andreu Clar, va obrir portes el 5 d'octubre de 1945 a la Avinguda de Sarrià, 31-33 de Barcelona, amb una capacitat de 484 butaques. Els primers films que s'hi van projectar van ser Arizona i Invitación a la felicidad.
L'any 1948 va incorporar una nova programació per als dies festius. Aquesta consistia en afegir una sessió de 3 a 5 de la tarda, formada per la pel·lícula i un noticiari NO-DO.
Va tancar portes el 1968, per obrir de nou el 31 de gener de 1969 sota el nom de Cine Aquitània.

## Cine Aquitania
Després d'una reforma, els germans Josep Maria i Joan Antoni Castañé van reobrir la sala amb el nom de Cine Aquitania, el 31 de gener de 1969. Va ser la primera sala d'art i assaig de Barcelona.
La programació del cinema anava a càrrec de Círculo A. El primer film que s'hi va projectar va ser Lilith, de Robert Rossen.
El 6 de desembre de 1972, Cinesa es va fer amb el càrrec de la programació i el manteniment.
Durant tot aquest temps l'Aquitania va ser considerat com un cinema de barri fins que el 22 de novembre de 1991 va esdevenir sala de projeccions de la Filmoteca de Catalunya. Aquesta sala de projeccions va estar en actiu fins al desembre de 2011, a l'espera de la inauguració de la nova seu de la Filmoteca al Raval.
El 12 de juliol de 2013, la seu del cine Aquitania reobrí com a teatre, amb el nom d'Aquitània Teatre.